# Robinjohniidae
Los robinjohníidos (Robinjohniidae) son una familia extinta de insectos protodípteros del Pérmico de Belmont, Nueva Gales del Sur descrita por Scherbakov et al. en 1995 partiendo del género Robinjohnia, que incluye la especie Robinjohnia tillyardi, introducida por Martynova en 1948.
Junto con los permotipúlidos (Permotipula y Permila, Willmann, 1989) y los algo más lejanamente emparentados permotanidéridos, los robinjohníidos (Robinjohnia, Scherbakov et al., 1995)  constituyen un grupo de mecopteroideos del Pérmico Tardío de Australia y Eurasia (250-260 Ma) que representa a los parientes cercanos más antiguos de las moscas. Los dos primeros géneros presentaban alas separadas (presumiblemente las delanteras), y los dos últimos se han creado a partir de especímenes completos: Los robinjohníidos tenían cuatro alas de aproximadamente el mismo tamaño, mientras que las alas posteriores de los especímenes de Choristotanyderus nanus (Permotanyderidae) tenían un tamaño de aproximadamente la mitad de las delanteras, y su mesotórax era grande. En todos estos géneros la venación alar era reducida en comparación con la de otros mecopteroideos y cercana a la hipotética venación original de los dípteros (Hennig, 1973; Willmann, 1989).